# Lucilia ampullacea
Lucilia ampullacea este o specie de muște din genul Lucilia, familia Calliphoridae, descrisă de Villeneuve în anul 1922. Conform Catalogue of Life specia Lucilia ampullacea nu are subspecii cunoscute.